# Noalejo
Noalejo es una localidad y municipio español situado en la parte suroccidental de la comarca de Sierra Mágina, en la provincia de Jaén. Limita con los municipios jienenses de Frailes, Valdepeñas de Jaén, Campillo de Arenas, Cambil y Huelma, y con los municipios granadinos de Montejícar, Campotéjar, Iznalloz y la Montillana. Por su término discurren los ríos de las Juntas, Luchena y de Rosales. Tiene una población de 1783 habitantes (INE 2024).
El municipio noalejero comprende los núcleos de población de Noalejo —capital municipal— y Hoya del Salobral. Su alargado término municipal, de 30 km de largo y un máximo de 3 km de ancho, se extiende a modo de límite entre las provincias de Jaén y Granada, pasando por él las principales vías de comunicación entre las capitales de ambas provincias, destacando la autovía A-44 (Bailén-Motril).
Aunque Noalejo queda nueve kilómetros más cerca de Jaén capital (43 km, 35 minutos) que de Granada capital (52 km, 35 minutos igualmente), tradicionalmente ha tenido más vínculo con esta última en relación con los hospitales, universidad, ocio, grandes superficies comerciales, etc. Es por ello que en diversas ocasiones se propuso la anexión de Noalejo a la provincia granadina —tal y como ocurriera en 1995 con el municipio castellonense de Gátova, que pasó a formar parte de Valencia—, teniendo en cuenta además una mayor relación con las localidades granadinas vecinas —especialmente con Montillana y Campotéjar— que con las jienenses.
Su condición de municipio fronterizo es tan destacable, que incluso en su escudo de armas aparece una llave como símbolo de "puerta" de Jaén y Granada.

## Toponimia

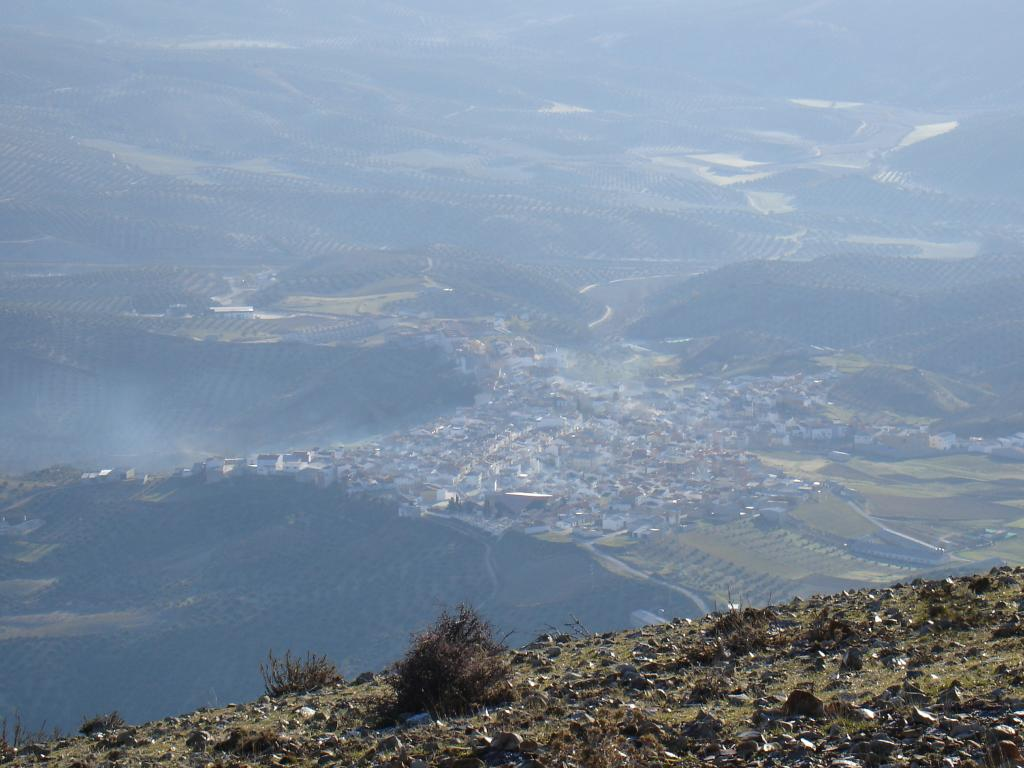
Vista de Noalejo desde el Cerro de la Marceral

La palabra Noalejo, compuesta por el prefijo Noal- y el sufijo -ejo, vendría de la palabra latina noval, luego derivada en noal, y que significaba "tierras que se cultivan de nuevo", o bien "tierra que dejada en barbecho, o descansar por un tiempo, se vuelve a labrar". La palabra noval procede a su vez del latín novalis (Nawāliš). Todo parece indicar que el nombre de Noalejo procede de Nawāliš. Si bien la historia oficial de Noalejo comienza a partir del siglo XVI, con la fundación por parte de Doña Mencía de Salcedo de un mayorazgo en la zona fronteriza entre las provincias de Jaén y Granada, debió de haber una población árabe anterior, que ya desde el siglo IX poblaría de manera continuada la zona hasta la llegada de ella, lo que permitiría la conservación del topónimo hasta la fundación del mayorazgo. No obstante, no se han conservado restos arqueológicos musulmanes en el pueblo de Noalejo.

## Gentilicio
En los pueblos limítrofes, puede que por una evolución a lo largo de los tiempos, se les suele llamar también noalejeros/as.
Uno de sus apelativos es cuquillos/as, en analogía con las costumbres y astucia del ave (cuco).

## Historia
El testimonio más antiguo de la presencia humana en el término de Noalejo son las pinturas rupestres del abrigo de Navalcán, a 4 km del actual núcleo de población, que debieron realizarse en la Edad del Cobre.
El actual Noalejo fue fundado en el siglo XVI por Doña Mencía de Salcedo. Entre el final de la Guerra de Granada en 1492 y el primer tercio del XVI las tierras que hoy ocupa el término de Noalejo eran llamados "entredichos" o bandas territoriales intermedias que se disputaban los Concejos de Granada y Jaén con motivo de la delimitación de sus respectivos términos ser tierra de pastos común para ambas ciudades y no estar declaradas las lindes. En 1559 Mencía de Salcedo, servidora de la Emperatriz Isabel de Portugal y de Felipe II, compraba a la Corona la jurisdicción civil y criminal de estas tierras, donde obtenía la licencia real para roturar 1500 fanegas de tierra, con la oposición de ambos concejos y de Campillo de Arenas por la compra de parcelas repartidas a pobladores de esta villa.
En el plano eclesiástico, mientras se solucionaban las disputas entre el Arzobispado de Granada y el Obispado de Jaén, en 1568 fue cedida por bula a la Abadía de Alcalá la Real la jurisdicción eclesiástica de la villa. Cuando en 1851 se suprimió la abadía, quedó integrada definitivamente en la diócesis de Jaén. Previamente, en 1833, fue incluida por Javier de Burgos dentro de la provincia de Jaén. Noalejo fue mayorazgo de la familia Maldonado de Saldedo, Señores de Noalejo hasta la abolición de los señoríos en las Cortes de Cádiz de 1812. En 1838, durante el reinado de Isabel II, el juzgado de Huelma reconoció la propiedad a título particular a María del Pilar Osorio y Gutiérrez de los Ríos, III Duquesa de Fernán Núñez. En 1872 se procedió a la enajenación a título oneroso de las suertes de tierra a los vecinos de Noalejo.
En 2007 la localidad fue elegida para albergar la base operativa del Grupo de Emergencias de Andalucía Oriental (GREAOR).
A finales del siglo XX la caída de la rentabilidad de las tierras de cultivo origina la emigración hacia las ciudades, centros industriales y turísticos. Entre los periodos de 1998 a 2017 la población retrocedió en un 14.43 por ciento.

## Geografía

### Situación
| Noroeste: Valdepeñas de Jaén                | Norte: Campillo de Arenas                                          | Noreste: Cambil y Huelma            |
| Oeste: Frailes y Montillana (prov. Granada) | Puntos cardinales                                                  | Este: Montejícar (prov. Granada)    |
| Suroeste: Montillana (prov. Granada)        | Sur: Montillana, Iznalloz, Campotéjar y Montejícar (prov. Granada) | Sureste: Montejícar (prov. Granada) |

## Demografía
Cuenta con una población de 1783 habitantes (INE 2024).
| Gráfica de evolución demográfica de Noalejo entre 1842 y 2021                                                         |
| |
| Población de derecho según los censos de población del INE. Población de hecho según los censos de población del INE. |

## Economía
Como en la mayor parte de localidades de la provincia de Jaén, el cultivo del olivar para la producción de aceite de oliva es la principal actividad económica del pueblo. Se da también el cultivo del almendro y huertas en Navalcán y la vega del río Almiares.
Sin embargo, en Noalejo cobra gran importancia el sector cárnico. En 2015 existían en la localidad 6 pequeñas y medianas empresas, dedicadas a la elaboración de embutidos, curados, salazones y jamones, que llegan a exportar sus productos a países europeos como Holanda, Dinamarca e Inglaterra. Además existe una empresa que elabora queso de cabra de forma artesanal y regularizada en Noalejo.
Se encuentra dentro del área de influencia socioeconómica del parque natural de Sierra Mágina.

### Evolución de la deuda viva municipal
El concepto de deuda viva contempla sólo las deudas con cajas y bancos relativas a créditos financieros, valores de renta fija y préstamos o créditos transferidos a terceros, excluyéndose, por tanto, la deuda comercial.
| Gráfica de evolución de la deuda viva del Ayuntamiento de Noalejo entre 2008 y 2024                |
| |
| Deuda viva del Ayuntamiento de Noalejo, en miles de euros, según datos del Ministerio de Hacienda. |

## Administración y política

### Elecciones municipales
| Elecciones municipales desde 1979                      |      |      |      |      |      |      |      |      |      |      |      |      |
|                                                        | 1979 | 1983 | 1987 | 1991 | 1995 | 1999 | 2003 | 2007 | 2011 | 2015 | 2019 | 2023 |
| PSOE                                                   | 3    | 4    | 5    | 5    | 5    | 4    | 5    | 8    | 7    | 8    | 6    | 6    |
| AP/PP                                                  | -    | 7    | 6    | 6    | 5    | 4    | 4    | 3    | 4    | 3    | 3    | 2    |
| C's                                                    | -    | -    | -    | -    | -    | -    | -    | -    | -    | -    | -    | 1    |
| IU                                                     | 1    | 0    | 0    | -    | 0    | 0    | 0    | 0    | -    | -    | -    | -    |
| PA                                                     | -    | -    | -    | -    | -    | 3    | 2    | 0    | -    | -    | -    | -    |
| UCD                                                    | 7    | -    | -    | -    | -    | -    | -    | -    | -    | -    | -    | -    |
| SIN                                                    | -    | -    | -    | -    | 1    | -    | -    | -    | -    | -    | -    | -    |
| En negrilla el partido más votado                      |      |      |      |      |      |      |      |      |      |      |      |      |
| Fuente: Datos de las elecciones municipales desde 1979 |      |      |      |      |      |      |      |      |      |      |      |      |

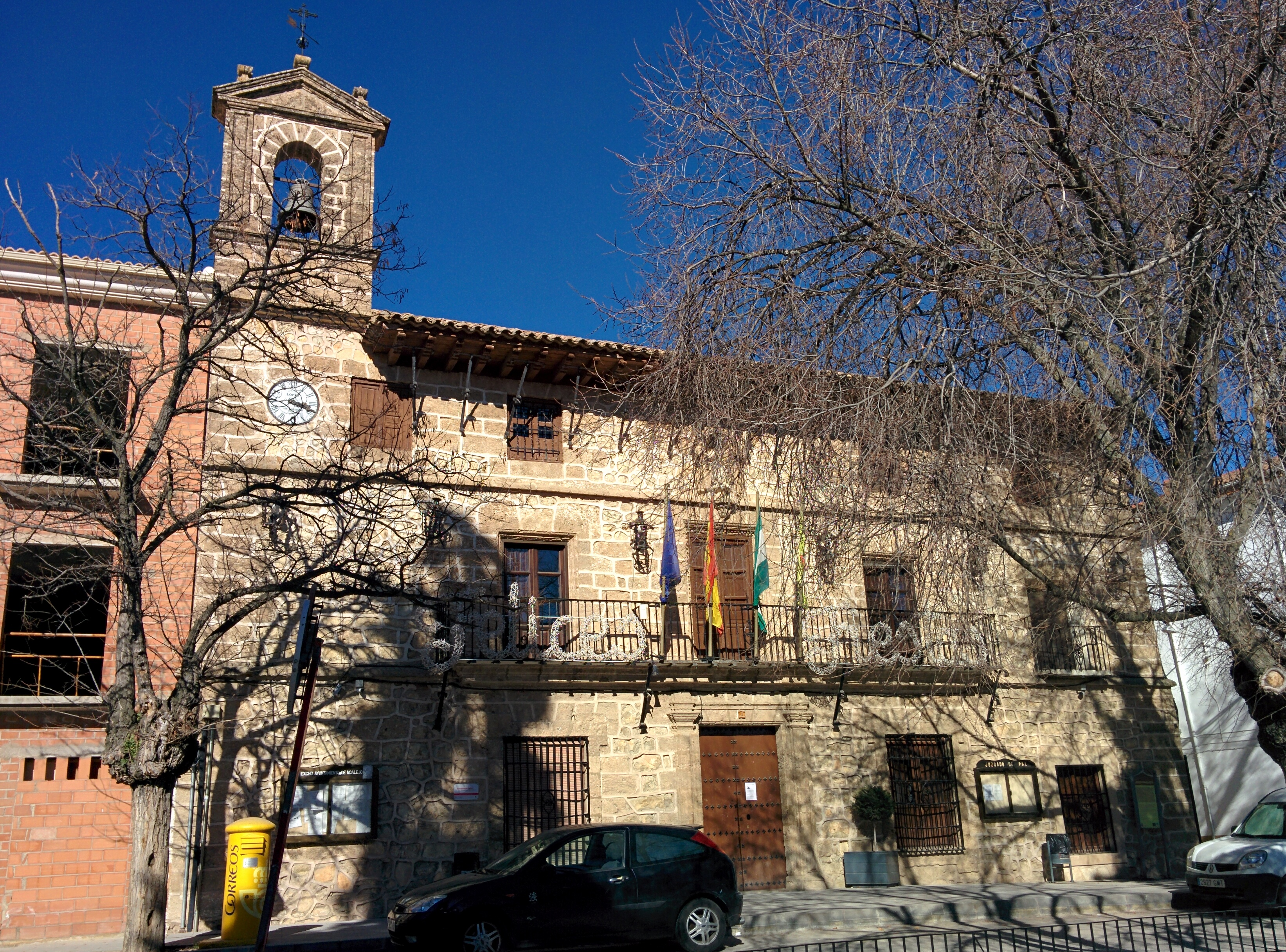
Casa consistorial

Los resultados en Noalejo de las últimas elecciones municipales, celebradas en mayo de 2023, son:
| Elecciones Municipales - Noalejo (2023) | Elecciones Municipales - Noalejo (2023)  | Elecciones Municipales - Noalejo (2023) | Elecciones Municipales - Noalejo (2023) | Elecciones Municipales - Noalejo (2023) |
| Partido político                        | Partido político                         | Votos                                   | Votos                                   | Concejales                              |
| --------------------------------------- | ---------------------------------------- | --------------------------------------- | --------------------------------------- | --------------------------------------- |
|                                         | Partido Socialista Obrero Español (PSOE) | 866                                     | 63,39 %                                 | 6                                       |
|                                         | Partido Popular (PP)                     | 371                                     | 27,15 %                                 | 2                                       |
|                                         | Ciudadanos (Cs)                          | 125                                     | 9,15 %                                  | 1                                       |

### Alcaldía
| Periodo   | Nombre                                               | Partido |
| --------- | ---------------------------------------------------- | ------- |
| 1979-1983 | Francisco Abril Ramos                                | UCD     |
| 1983-1987 | César Titos Arriaza 1986: Juan Enrique Raya Carrillo | AP      |
| 1987-1991 | Juan Enrique Raya Carrillo                           | AP      |
| 1991-1995 | Juan Enrique Raya Carrillo                           | PP      |
| 1995-1999 | Juan Bolívar Martínez                                | SIN     |
| 1999-2003 | Juan Bolívar Martínez 2001: Pablo Robles Lerma       | PA PSOE |
| 2003-2007 | Antonio Morales Torres                               | PSOE    |
| 2007-2011 | Antonio Morales Torres                               | PSOE    |
| 2011-2015 | Antonio Morales Torres                               | PSOE    |
| 2015-2019 | Antonio Morales Torres                               | PSOE    |
| 2019-2023 | Antonio Morales Torres                               | PSOE    |
| 2023-act. | Antonio Morales Torres                               | PSOE    |

## Monumentos y lugares de interés

### Pinturas rupestres Abrigo de Navalcán
Declaradas Bien de Interés Cultural desde 29/06/1985. Su cronología data del período de la Edad del Cobre, mediados del III milenio a. C. Pertenecen al conjunto de arte rupestre del arco mediterráneo y geográfiamente se encuentran entre las pinturas rupestres de Otíñar y las de Moclín. Situadas en un abrigo que está situado 15 m más arriba del Abrigo de Navalcán I donde han aparecido restos de un asentamiento humano, todavía por investigar. Realizadas de manera esquemática, se distinguen tres grupos de figuras que parecen escenificar algún tipo de danza de conjunto dirigida por un gran antropomorfo. Su estado de conservación es precario, habiendo desaparecido probablemente algunas partes de la escena original.

### Palacio consistorial
Destaca el palacio consistorial que data de finales del siglo XVI con tres plantas y patio central, construido por mandato de Doña Mencía de Salcedo como Convento de la Orden de los Mínimos. En su proporcionada fachada de sillarejo se encuentra la imagen de San Francisco de Paula y una espadaña que alberga una campana.

### Iglesia de Nuestra Señora de la Asunción
Además la Iglesia de Nuestra Señora de la Asunción que data del siglo XVI originalmente en estilo mudéjar. Alberga el lienzo de la patrona de Noalejo, la Virgen de Belén, y una copia de la Sábana Santa de Turín del siglo XVI ambos pertenecientes a Doña Mencía de Salcedo. Alberga también una talla original de la Inmaculada Concepción, una de las pocas no destruida durante la Guerra Civil en la comarca de Mágina.

## Cultura

### Fiestas Patronales

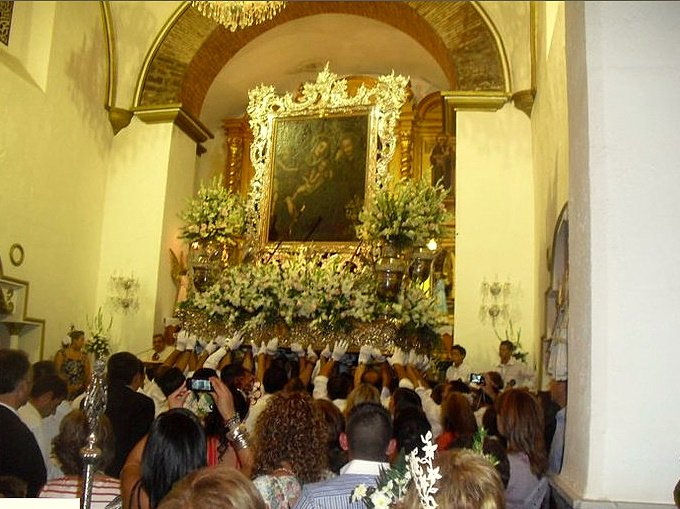
Procesión de la Virgen de Belén

Sus fiestas populares se celebran cada año el tercer fin de semana de agosto, en honor a la patrona de la localidad, la Virgen de Belén. Cambiada la feria desde octubre a agosto para que pudieran participar los emigrantes, la Virgen sube a la ermita el sábado y el domingo regresa a su parroquia. El lunes, martes y miércoles, se realizan los encierros de vaquillas en una plaza portátil hecha con vigas y remolques que se coloca para la ocasión. Por la noche se celebran las tradicionales verbenas.

### Santo Custodio
En la Hoya del Salobral se encuentra la tumba del llamado santo Custodio a la que se peregrina en noviembre. Ángel Custodio Pérez Aranda nació en el año 1885 y se le atribuyen sanaciones milagrosas a semejanza de los santeros de otros municipios situados en la Sierra Sur de Jaén.